# Peter Allen (compositore)
Peter Allen (Ottawa, 18 febbraio 1952) è un compositore e musicista canadese.
Ha composto musiche per film e serie televisive, tra cui: Furia esplosiva, Lethal Target e  Detective McLean. Ha ricevuto diverse nomination e premi.

## Filmografia parziale

### Cinema
- Cyborg 2, regia di Michael Schroeder (1993)
- Furia esplosiva (Crackerjack), regia di Michael Mazo (1994)
- Un treno verso l'ignoto (Crackerjack 2), regia di Robert Lee (1997)
- Lethal Target, regia di Lloyd A. Simandl (1999)
- Crackerjack 3, regia di Lloyd A. Simandl (2000)
- Ripper - Lettera dall'inferno (Ripper - Letter from hell), regia di John E. Eyres (2001)
- The Barber, regia di Michael Bafaro (2001)
- 11:11 La paura ha un nuovo numero (11:11), regia di Michael Bafaro (2004)
- Deep Evil, regia di Pat Williams (2004)
- Dennis - La minaccia di Natale (A Dennis the Menace Christmas), regia di Ron Oliver (2007)
- L'arte della guerra 2 (The Art of War II: Betrayal), regia di Josef Rusnak (2008)
- Driven to Kill - Guidato per uccidere (Driven to Kill), regia di Jeff King (2009)
- Pressed - Soldi pericolosi (Pressed), regia di Justin Donnelly (2011)
- American Mary, regia di Jen e Sylvia Soska (2012)

### Televisione
- I racconti della cripta (Tales from the Crypt) - serie TV, 1 episodio (1991)
- Vite parallele (A Family Thanksgiving) - film TV, regia di Neill Fearnley (2010)
- Detective McLean (Ties That Bind) - serie TV, 9 episodi (2015)
- Chesapeake Shores - serie TV, 1 episodio (2016)
- Fermate il matrimonio! (Stop the wedding) - film TV, regia di Anne Wheeler (2016)